# Mammed Amin Rasulzade
Mammed Amin Rasulzade (després de refugiar-se en Turquia, Mehmet Emin Resulzade; en àzeri, Məmməd Əmin Rəsulzadə /mæmˈmæd æˈmin ɾæsulzɑːˈdæ/) (nascut el 31 de gener del 1884 a Novkhana/Novxanı - 6 de març del 1955 a Ankara, Turquia) fou un polític i pensador de l'Azerbaidjan; és considerat un dels fundadors de la primera república democràtica del món musulmà. Durant la Segona Guerra Mundial els alemanys feren esforços infructuosos per assegurar-se, la seva cooperació.
El seu eslògan:
| « | Bir kere yukselen bayraq, bir daha enmez! | » |

| « | Una bandera que és hissada un cop, mai més no és abaixada! | » |

ha esdevingut un component essencial per als moviments independentistes de l'Azerbaidjan del segle xx.